# Gabriel Quadring
Gabriel Quadring DD (1640-1713) foi um padre e académico.
Evans foi educado no Magdalene College, Cambridge. Foi ordenado em 1668 e desempenhou funções em Dry Drayton. Também foi Fellow e Taxor em Madalena antes de se tornar no seu director em 1690. Ele foi vice-chanceler da Universidade de Cambridge de 1691 a 1692, e novamente de 1711 a 1712.